# 舒奈吡琼
舒奈吡琼（INN：sunepitron；开发代号：CP-93,393）是一种5-HT1A受体激动剂和α2-肾上腺素受体拮抗剂的组合。辉瑞公司此前正在开发该药物，用于治疗抑郁症和焦虑症。它在停产之前进入了III期临床试验。

## 合成

舒奈吡琼合成：G·N·布赖特, K·A·德塞， (1992).